# Beijing Renhe
Der Beijing Renhe Football Club (chinesisch 北京人和队), im deutschen Sprachraum allgemein bekannt als Beijing Renhe, seltener auch Peking Renhe, ist ein Fußballverein aus dem Pekinger Stadtbezirk Fengtai in China. Der Verein spielt in der China League One, der zweithöchsten Spielklasse des Landes. Seine Heimspiele trägt der Verein im Fengtai-Stadion aus.

## Vereinsgeschichte
Gegründet wurde der Verein 1995 als Shanghai Pudong. Unter diesem Namen gelang 1995 auch der Aufstieg von der dritten in die zweite chinesische Liga. Der Aufstieg in die erste Liga, damals noch die Jia A League, gelang 2001 unter dem damaligen Namen Shanghai Zhongyuan Huili. Während  der Saison 2003 wurde der Vereinsname erneut geändert. Als Shanghai International konnte die Vizemeisterschaft errungen werden. Im Jahr später wurde man Dritter. Dies waren bis heute die bisher höchsten Ligaplatzierungen in der Vereinsgeschichte. 2006 zog der Verein  von Shanghai nach Xi’an um, was eine erneute Namensänderung in Xi’an Chanba nach sich zog. Das Wort Chanba im Vereinsnamen setzt sich aus den beiden lokalen Flüssen Chan und Ba zusammen.
Die Saison 2009 beendete Shaanxi auf einem dreizehnten Tabellenplatz, punktgleich mit drei anderen Vereinen. 2010 konnte sich die Mannschaft leicht verbessern und erreichte Platz 10. 2012 wurde ein erneuter Umzug nach Guiyang vollzogen und der Club in Guizhou Renhe F.C. umbenannt. Die Saison 2015 beendete der Verein auf Platz 15 und musste infolgedessen in die Zweite chinesische Liga absteigen.

## Platzierungen
| Saison      | 2004 | 2005 | 2006 | 2007 | 2008 | 2009 | 2010 | 2011 | 2012 | 2013 | 2014 | 2015 | 2016 | 2017 |
| ----------- | ---- | ---- | ---- | ---- | ---- | ---- | ---- | ---- | ---- | ---- | ---- | ---- | ---- | ---- |
| Liga        | 1    | 1    | 1    | 1    | 1    | 1    | 1    | 1    | 1    | 1    | 1    | 1    | 2    | 2    |
| Platzierung | 3    | 8    | 9    | 13   | 5    | 12   | 10   | 9    | 4    | 4    | 6    | 15   | 4    | 2    |

## Vereinserfolge

### National
- Erste chinesische Liga
  - Vizemeister 2003[2]
- Chinesischer Pokalsieger: 2013
- Chinese FA Super Cup: 2014

- Zweite chinesische Liga: 2001

- Dritte chinesische Liga: 1995

## Trainer
- Bob Houghton (2000)
- Slobodan Santrač (2011)

## Spieler
- Fan Zhiyi (2002)
- Kwame Ayew (2003)
- Nelson Cuevas (2003)
- Régis Dorn (2003)
- Jiang Jin (2003–2004)
- Rafael Scheidt (2007–2008)
- Zvjezdan Misimović (2013–2016)
- Mike Hanke (2014)
- Krzysztof Mączyński (2014–2015)
- Sejad Salihović (2015–2017)

## Namenshistorie
- 1995–1998 Shanghai Pudong
- 1999 Shanghai Pudong Whirlpool
- 2000 Pudong Lianyang 8848
- 2001–2003 Shanghai Zhongyuan Huili
- 2003–2006 Shanghai International
- 2006 Xi’an Chanba (Umzug nach Xi’an)
- 2007 Shaanxi Baorong Chanba
- 2008–2010 Shaanxi Zhongxin
- 2010 Shaanxi Renhe Commercial Chanba
- 2012–2015 Guizhou Renhe F.C. (Umzug nach Guiyang)
- seit 2016 Beijing Renhe Football Club (Umzug nach Fengtai, Peking)

## Logohistorie

2001–2003
2012–2015